# Ephestia elutella
Espèce
Ephestia elutella (la teigne du cacao ou pyrale du tabac) est une espèce de lépidoptères (papillons) de la famille des Pyralidae vivant en Australie et en Europe.
Le papillon a une envergure de 14 à 20 mm.
Il vole en Europe d'avril à octobre.
La chenille vit sur les cacaoyers et les plants de tabac et est donc considérée comme nuisible.

## Galerie

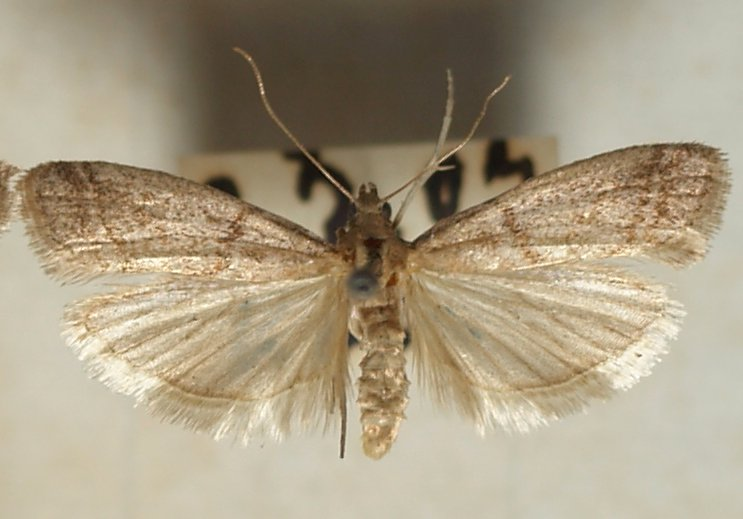

## Taxinomie

### Liste des sous-espèces
Selon Catalogue of Life (5 oct. 2013) :
- sous-espèce Ephestia elutella pterogrisella Roesler, 1965

### Synonymes
Selon PESI :
- Tinea elutella Hübner, 1796
- Tinea aquella Denis & Schiffermüller, 1775